# Honister Pass
Honister Pass är ett bergspass i Storbritannien.   Det ligger i grevskapet Cumbria och riksdelen England, i den centrala delen av landet, 400 km nordväst om huvudstaden London. Honister Pass ligger 535 meter över havet.
Terrängen runt Honister Pass är kuperad. Runt Honister Pass är det ganska tätbefolkat, med 70 invånare per kvadratkilometer. Närmaste större samhälle är Keswick, 10,7 km nordost om Honister Pass. Trakten runt Honister Pass består i huvudsak av gräsmarker.